# Uldis Augulis
Uldis Augulis (ur. 16 marca 1972 w Dobele) – łotewski polityk, rolnik i samorządowiec, parlamentarzysta, w latach 2009–2010, 2014–2016 i 2023–2025 minister zabezpieczenia społecznego, w latach 2010–2011 i 2016–2019 minister transportu.

## Życiorys
Ukończył studia z dziedziny zarządzania finansami na Uniwersytecie Łotwy w Rydze. W pierwszej połowie lat 90. był współwłaścicielem gospodarstwa rolnego, po czym w połowie tej dekady zaczął prowadzić własne gospodarstwo rolne. Zaangażował się w działalność polityczną w ramach Łotewskiego Związku Rolników. Objął funkcję przewodniczącego rady konsultacyjnej poświęconego Kārlisowi Ulmanisowi muzeum „Pikšas”.
W 2000 został wybrany na przewodniczącego rady (kierującego egzekutywą lokalną) w Bērze, stanowisko to zajmował do 2006. Był przedstawicielem Łotwy w Komitecie Regionów, a także przewodniczącym rady parafialnej w Bērze. W latach 2006–2007 po raz pierwszy sprawował mandat posła na Sejm. W wyborach w 2010, 2011, 2014, 2018 i 2022 ponownie wybierany do łotewskiego parlamentu.
Był sekretarzem parlamentarnym, a od marca 2009 do listopada 2010 ministrem zabezpieczenia społecznego w pierwszym rządzie Valdisa Dombrovskisa. W listopadzie 2010 został ministrem transportu w drugim rządzie dotychczasowego premiera, funkcję tę pełnił do czasu powołania trzeciego rządu Valdisa Dombrovskisa w październiku 2011.
W styczniu 2014 został ministrem zabezpieczenia społecznego w pierwszym rządzie Laimdoty Straujumy. Pozostał na tym stanowisku również w jej drugim gabinecie. W lutym 2016 w rządzie Mārisa Kučinskisa został ponownie ministrem transportu, kończąc urzędowanie w styczniu 2019.
Do administracji rządowej powrócił we wrześniu 2023; został wówczas ministrem zabezpieczenia społecznego w nowo powstałym gabinecie Eviki Siliņi. Urząd ten sprawował do lutego 2025.